# 皇后區唐人街

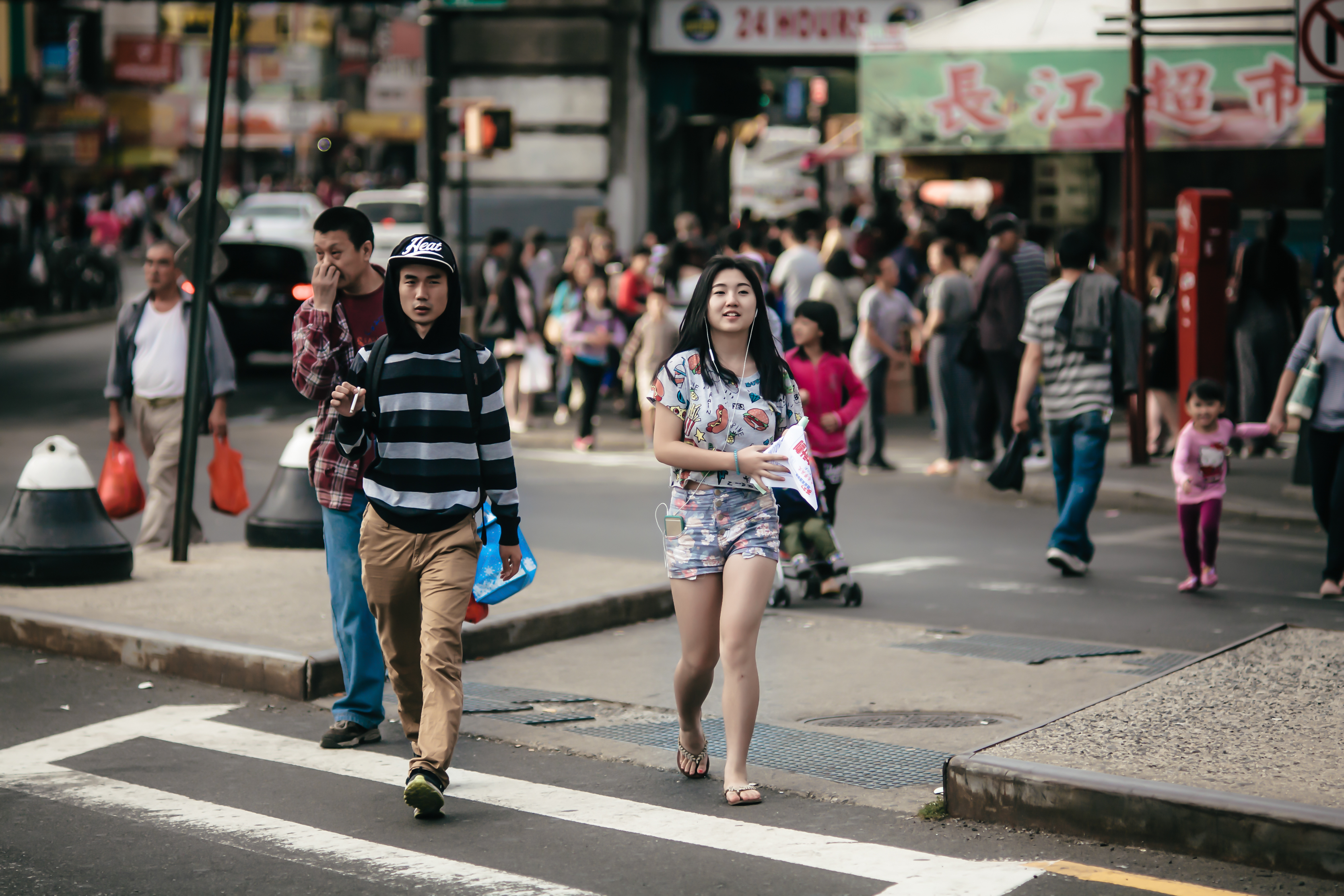
法拉盛華埠

美國纽约市皇后区境內存在多个唐人街。皇后区的第一个唐人街出现在法拉盛，最初作为曼哈顿华埠的卫星唐人街，但随着日后的发展，今天反过来又形成了自己的卫星唐人街：埃姆赫斯特（艾滸）、可樂娜以及皇后区东部。

## 人口统计
纽约大都会区拥有亚洲以外的最大的华裔人口，截至2013年，有779,269人，包括至少12个唐人街, 包括6个（或9个）新兴的唐人街：纽约市皇后区的可乐娜和白石，曼哈顿的东哈莱姆，一个在拿骚县，长岛; 新泽西州的爱迪生和帕西帕尼-特洛伊山 ，更不用说在纽约市大都会地区到处出现的新兴的华裔飞地。
纽约市是全美国华人最多的城市，2014年估计有573,388人，为中国新移民的主要目的地。在纽约市的五个区中，毗邻地位于长岛西部的布鲁克林区和皇后区，都拥有大量的华人居民，而且增长也最快 。皇后区和布鲁克林区的华人数量已经在美国所有城市中，仅次于纽约市本身。

## 历史
华人在纽约市定居，已有相对较长的历史。第一个中国移民在1870年左右来到曼哈顿下城，寻找美国提供的黄金机会。到1880年，五点一带的华人区估计有200到多达1,100名华人。
然而，1882年生效的美国排华法案，造成了移民到纽约和美国其他地区的华人数量的急剧下降。后来，1943年，中国人被给予了少量的移民配额，社区人口逐渐增加，到1968年，美国华人人口迅速增加。在过去几年中，主宰唐人街几十年的粤语的地位，正迅速被大部分中国新移民的通用语官话所取代。

## 法拉盛华埠
法拉盛是亚洲以外，以及纽约市内，最大和发展最快的唐人街之一。法拉盛华埠位于缅街（Main Street）及其以西地区，特别是沿着罗斯福大道（Roosevelt Avenue）的地段，已经成为法拉盛华埠的主要枢纽。然而，法拉盛华埠继续沿着凯辛娜大道向东南延伸，并向北越过了北大道（Northern Boulevard）。

### 历史

#### 早期
1645年，根据荷兰西印度公司的宪章，荷兰殖民者在法拉盛河东岸建立了法拉盛，为新尼德兰殖民地的一部分。该镇以荷兰西南部城市，该公司的主要港口弗利辛恩命名；法拉盛则是这个城镇的荷兰语名字的盎格鲁化。
1664年，英国人控制了新阿姆斯特丹，结束了荷兰对殖民地的控制，并重新命名为英属纽约省。当皇后县于1683年成立时，法拉盛镇就是组成该县最初的五个镇之一。

#### 小台北
在1970年代之前，广东移民一直占据纽约市的华人移民的绝大多数；但是在1970年代，第一波说官话而不是粤语的华人移民——台湾移民到达纽约市。由于曼哈顿华埠由操粵語的工人阶级的粵籍移民所主导，再加上曼哈頓的居住條件擁擠，學歷、經濟及社會地位较高的台籍移民没有选择曼哈顿华埠，而选择在法拉盛定居。随着台湾人口的增长，法拉盛唐人街创造了更高的生活水平和更好的住房条件。
台湾移民在以白种人为主的法拉盛建立了立足点。这次来自台湾的移民潮，是第一批到达法拉盛的华人。因此它被称为“小台北”或“小台湾”。许多来到法拉盛的移民，是被中国共产党击败，撤退到台湾的国民党的支持者以及军人的后代。与此同时，除了来自台湾的移民，大批韩国移民也在法拉盛安家。

#### 国语區
多年来，来自不同地区和中国各省的许多非粤语华裔新移民陆续抵达纽约市。这导致另外形成了一个“国语埠”（Mandarin Town），逐渐取代了“小台北”。这波移民操国语和其他中国方言。和台湾人一样，他们也在屬粵語區的曼哈顿唐人街面临語言及文化上的溝通障礙，因此定居在法拉盛以及艾浒（Elmhurst）。法拉盛的华人在几十年里变得非常多样化，因为来自不同省份的人们开始到达，将不同的语言和文化特征融入到唐人街。
法拉盛及其唐人街毗邻着同样快速增长的长岛韩国城。

### 华人人口统计
缅街和罗斯福大道的交汇处是法拉盛的商业中心，在社区的最西部边缘，集中了大量的中国和韩国企业，包括亚洲餐馆。华人企业尤其主导了缅街及其西边的街区。该地区商店的大部分标志和广告已使用中文。华人占亚洲人口和法拉盛人口的比例越来越大。因此，法拉盛华埠已经增长到成为亚洲以外的第二大唐人街。事实上，法拉盛唐人街可能会在几年内超越原来的曼哈顿唐人街本身。
法拉盛华人商会1986年估计，法拉盛约有6万华人。1990年，亚裔占法拉盛核心区人口的41％，华人又占亚裔的41％。 并且，华人在亚裔以及法拉盛及其唐人街的总人口中占越来越大的比例。来自中国大陆的合法和非法移民的高比率，持续刺激在法拉盛的华人的增长，如同纽约的所有唐人街一样。
根据《纽约每日新闻》的文章，法拉盛的唐人街作为纽约市第二大华人社区，拥有33,526名华人，从17,363人，已经增长了93％。布鲁克林華埠现在则排名第一，成为纽约的最大的唐人街，有34,218名华人，比起2000年的19,963人，增加了71％。至于曼哈顿的唐人街，其华裔人口从2000年的34,554人下降到28,681人，排名第3位，下降了17％。

### 文化
法拉盛现在与曼哈顿的唐人街竞争，成为中国文化的中心， 被称为“中国曼哈顿”。 一年一度的春节游行，规模越来越大。在法拉盛,开设了越来越多的中国超市，出售多种多样且独特的中国食品和配料，其中最大的包括香港超级市场和纽约超市，华人连锁超市也在迅速成长。 法拉盛作为在亚洲之外中国文化的中心崛起，归因于美国华人显著的多样性。

#### 语言
官话（包括北京方言、东北话）、闽语（包括闽東话、莆田话、闽南话）、吴语（上海话、苏州话、杭州话、温州话）、粤语和英语，在法拉盛唐人街都普遍使用，而客家话和蒙古语现在也出现。

#### 美食
中国菜的流行风格在法拉盛无处不在， 包括客家菜、臺湾菜、上海菜、湘菜、川菜、粤菜、闽菜、新疆菜、浙菜以及韩国中华料理。甚至相对冷门的东北菜, 以及蒙古美食，现在可以在法拉盛找到。

#### 媒体
《北美世界日报》是中国以外最大的中文报纸之一，总部设在皇后区的白石，在法拉盛也设有办事处。许多其他中文报纸例如《中国报》、《星岛日报》、《大纪元时报》，以及其他英文出版物，在法拉盛都能得到。

### 公共机构和服务

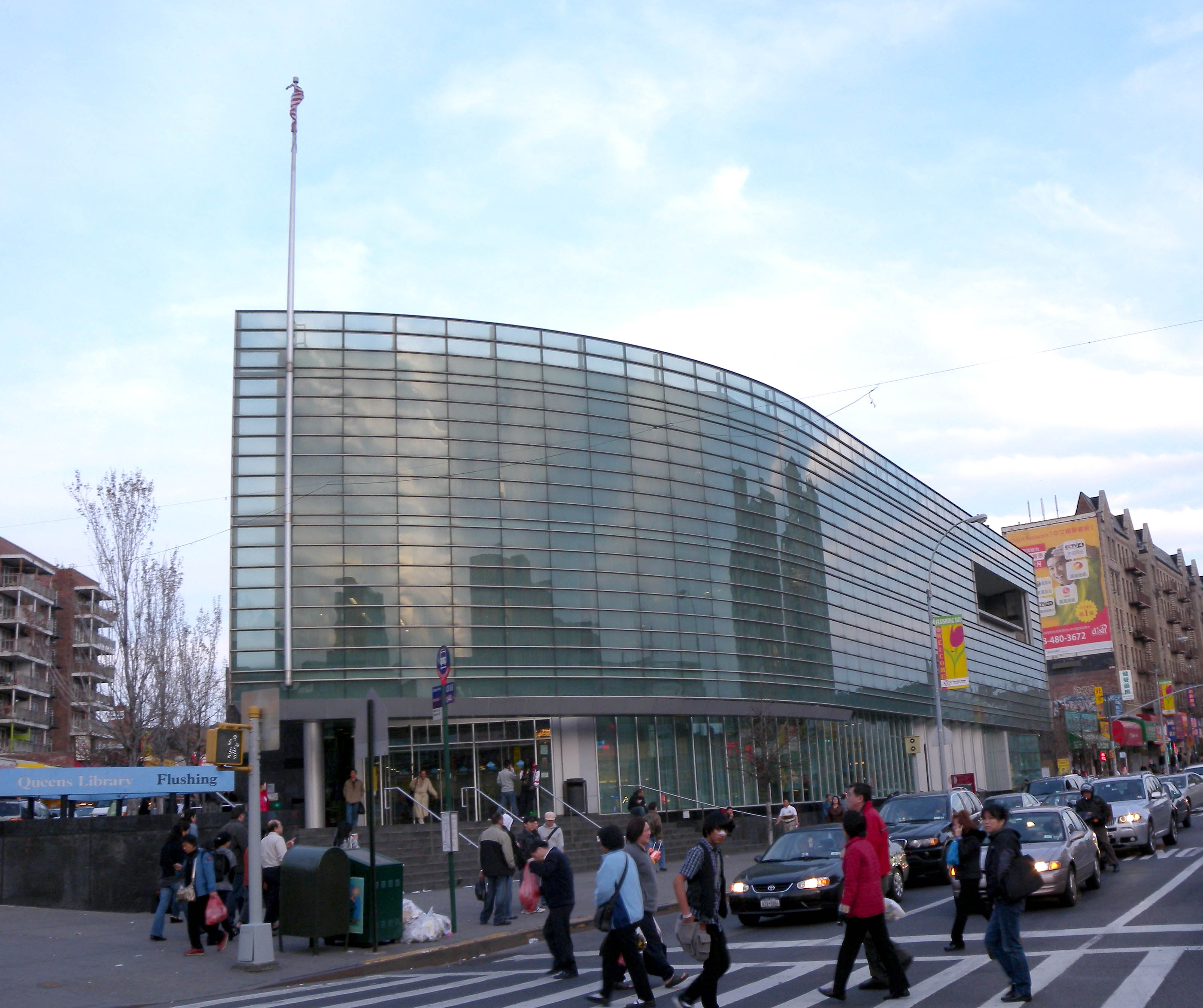
皇后图书馆法拉盛分馆

皇后图书馆最大的法拉盛分馆位于凯辛娜大道和缅街的交叉点。 该图书馆设有一个用于公共活动的礼堂。
纽约医院皇后区（New York Hospital Queens）是纽约长老会保健系统的成员，是一个主要的医疗中心，为法拉盛及周边社区提供全面的医疗护理服务。 很多三级医疗诊所也为法拉盛的居民服务。
在法拉盛可以获得各种各样的社会服务，旨在帮助新老中国移民。

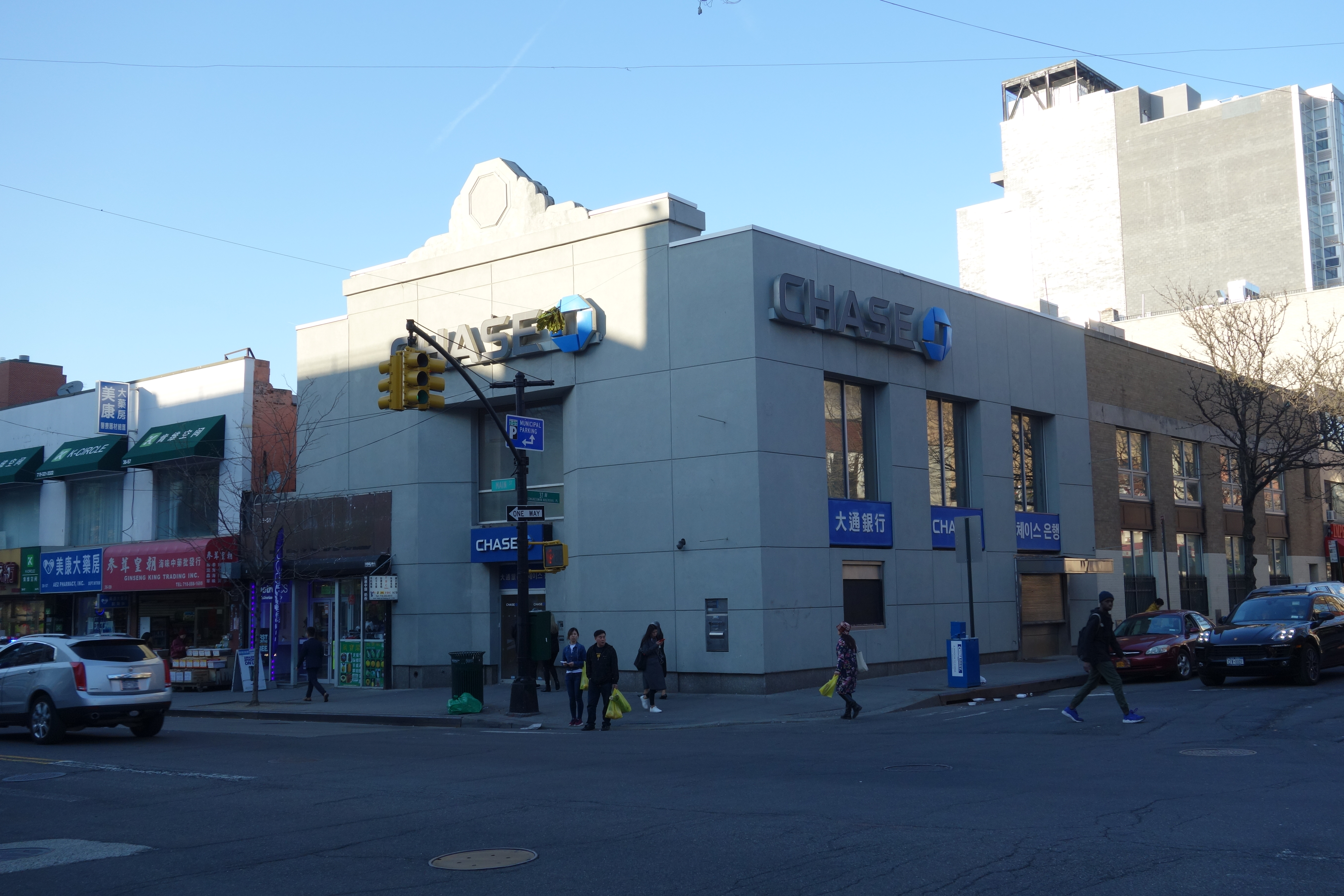
大通銀行在法拉盛的一家分行，附帶中文行名是該地一個特色之一
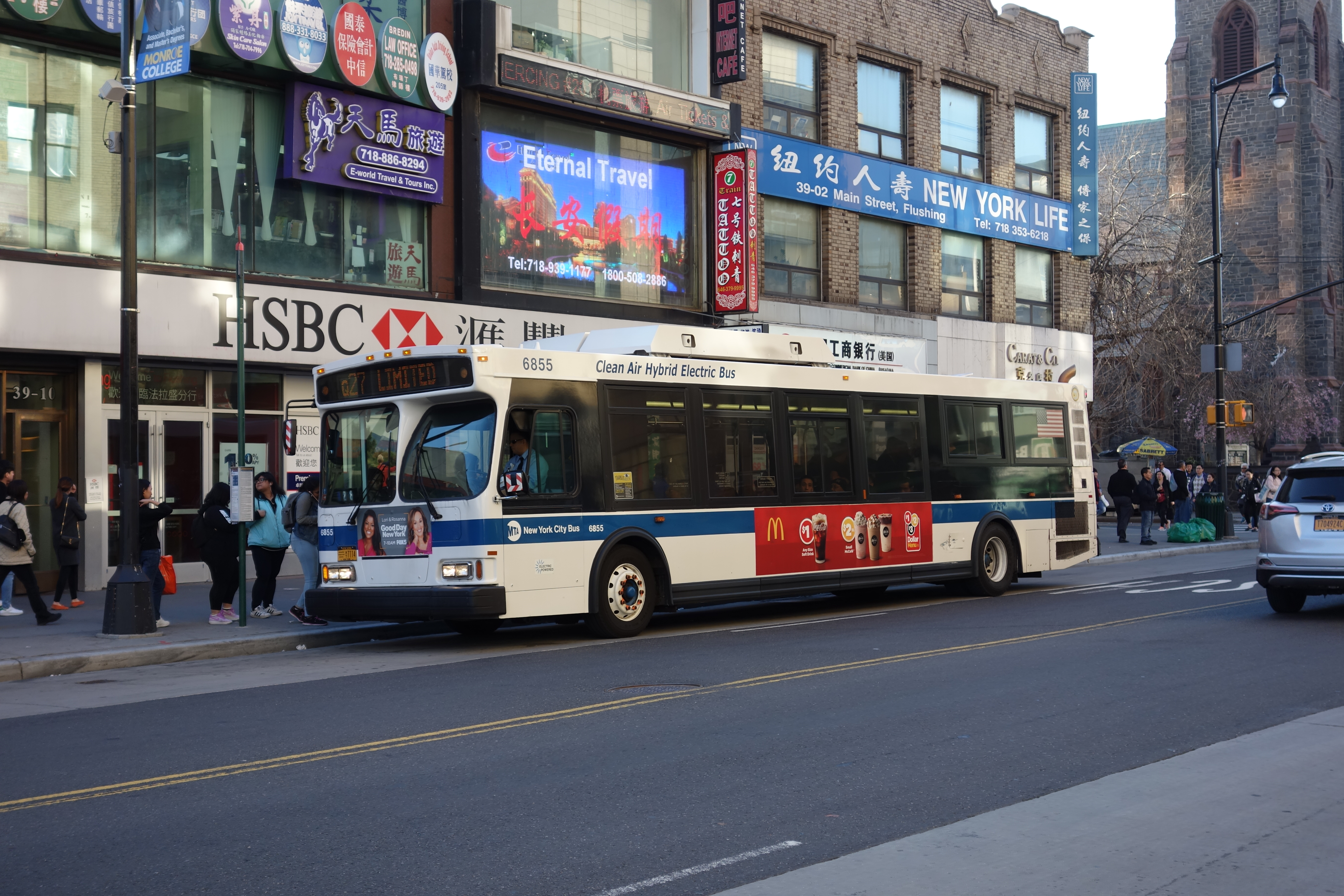
美國滙豐銀行和工銀美國在法拉盛的一家分行

### 交通
纽约市地铁IRT法拉盛线的法拉盛-缅街车站位于缅街和罗斯福大道的交叉点，是法拉盛华埠的心脏，纽约市第三繁忙的十字路口，仅次于曼哈顿的时报广场和先驱广场。这是皇后区最繁忙的地铁站。 在缅街/罗斯福大道的交叉点还有许多公共巴士和铁路连接服务唐人街，包括22路巴士以及长岛铁路的支线。法拉盛华埠从几条主要高速公路很容易到达，与纽约市和长岛的其他唐人街之间有穿梭巴士来往。

### 政治

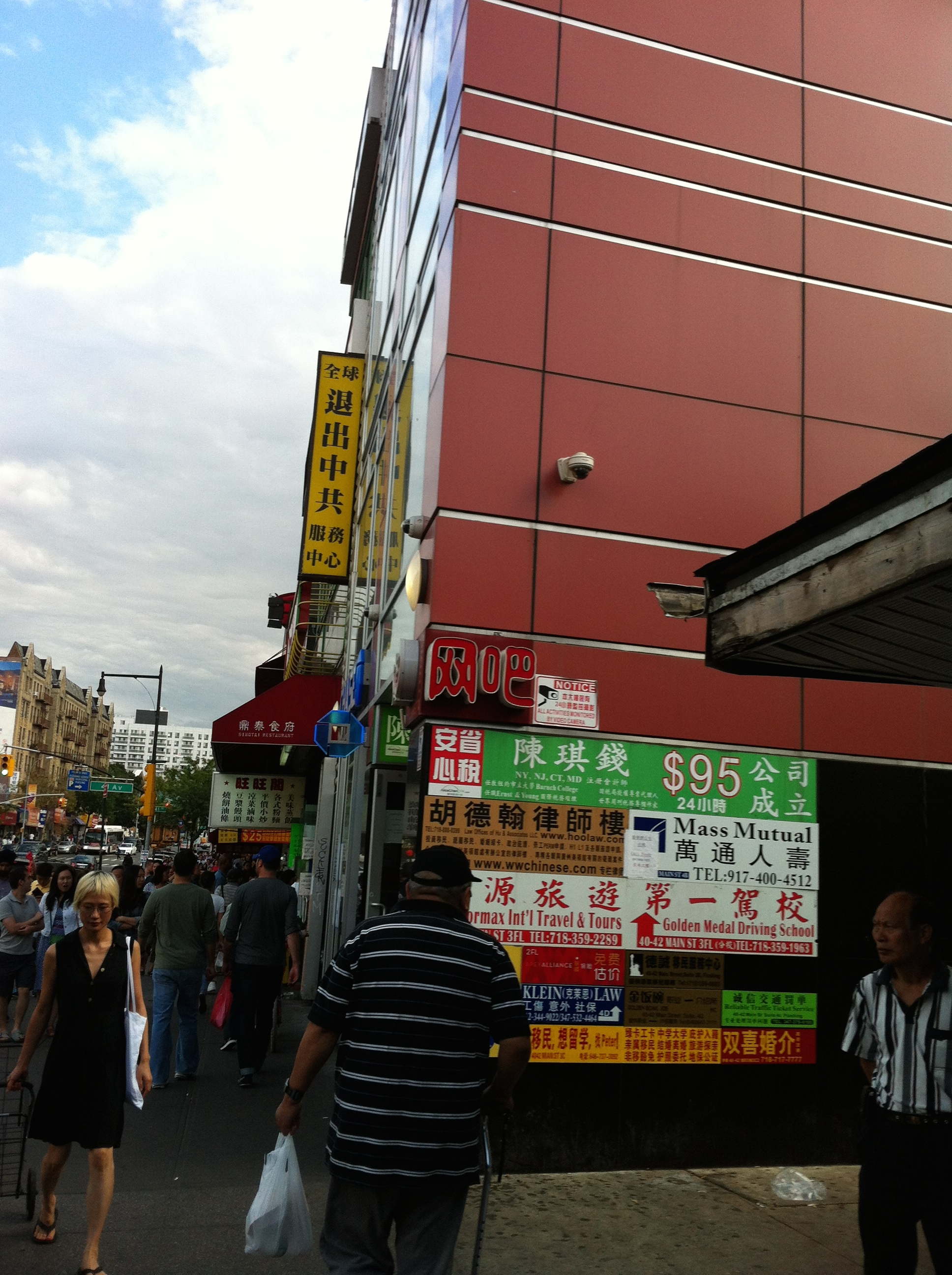

法拉盛唐人街的政治地位似乎显着增加。台湾出生的劉醇逸，曾任纽约市议员，代表20区，包括法拉盛唐人街和皇后区其他北部社区，在2009年11月当选为纽约市主计长。同时，出生于中国上海的顧雅明当选，继承刘醇逸的议员席位。

## 卫星唐人街

### 艾浒唐人街

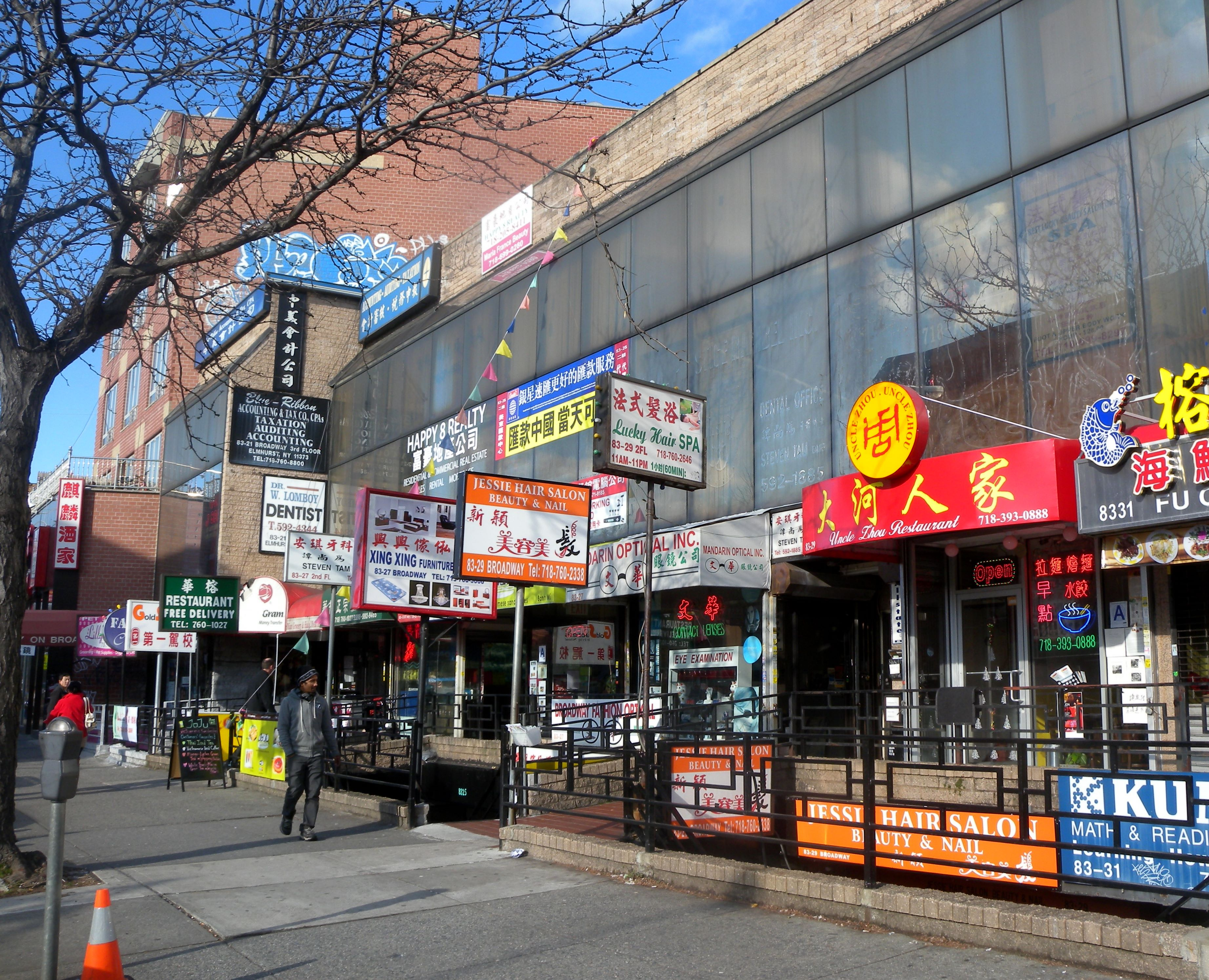
艾浒唐人街

迅速成长的艾浒（Elmhurst）唐人街是皇后区继法拉盛唐人街之后新开发的第二个唐人街。从前开设中国商店的区域很小，只包括81街和康沃尔大道之间的百老汇，但是现在已扩大到45大道和惠特尼大道，正在发展成法拉盛唐人街的卫星唐人街。该地区还有许多东南亚的商业和商店，包括马来西亚华人，新加坡华人，印度尼西亚人（包括印尼華裔），泰国人（包括泰國華裔）和越南人（包括越南華裔）的商业。香港超级市场和纽约超市作为艾浒唐人街最大的中国超市，销售不同的食品品种。到目前为止，国泰银行（前亚洲银行）作为唯一的中国银行和这个繁荣的唐人街的主要金融资源，虽然汇丰银行、美国大通银行和其他银行也位于艾浒的百老汇。如同法拉盛的唐人街，艾浒也有非常高的人口比例说官话，虽然也有许多人说客家话等其他语言。

### 可乐娜
艾浒唐人街的附属部分是可乐娜（Corona）社区，一个新兴唐人街，在地理上连接法拉盛和艾浒两个较大的唐人街。

### 白石

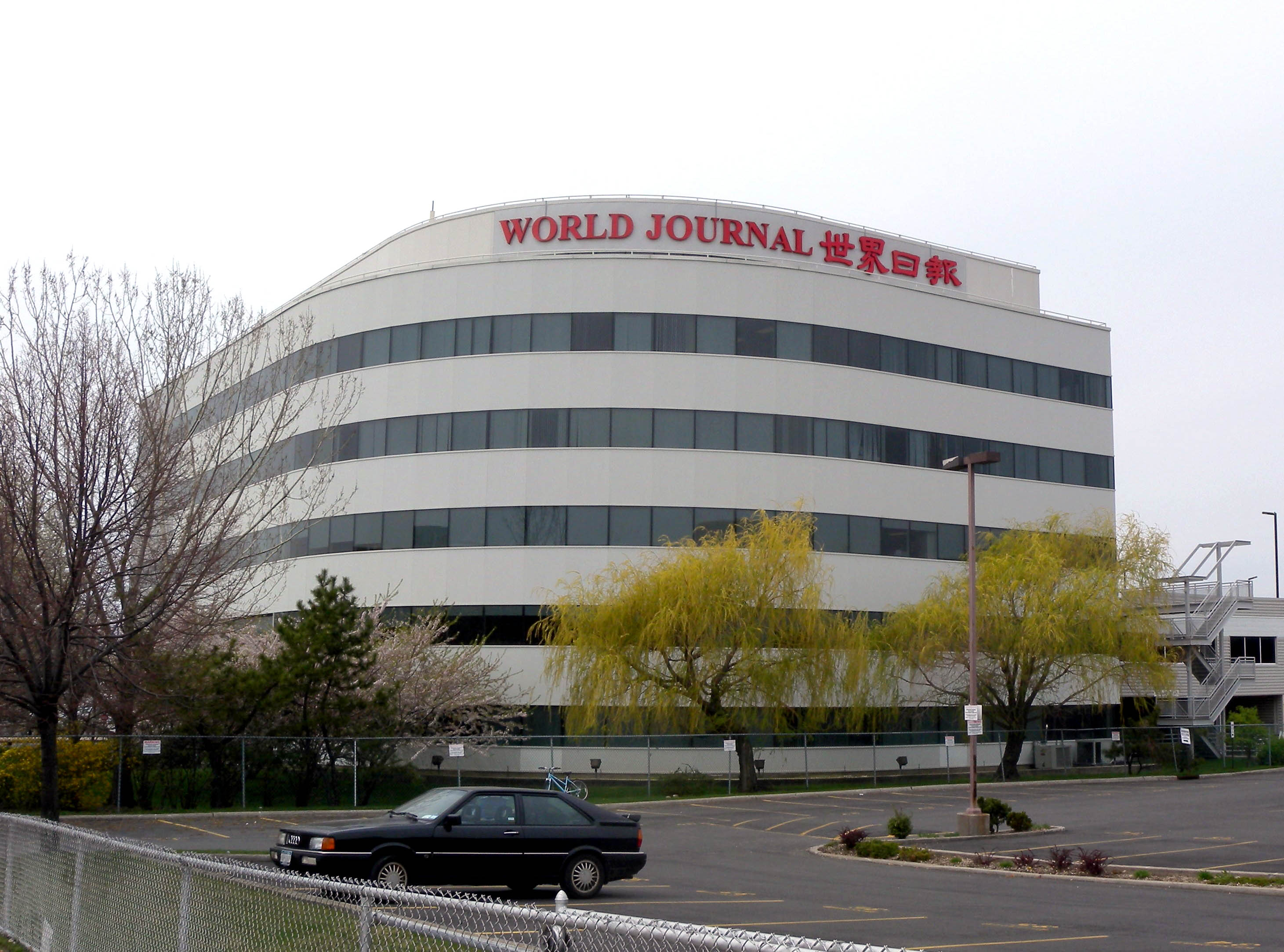
《北美世界日报》

自2000年以来，成千上万的美国华人迁居到白石，使邻近的法拉盛唐人街达到相当规模，并继续向东扩展，不仅在皇后区区内，还进入了毗邻的長島上的拿骚县。
位於白石地區的《北美世界日报》是美国最大的中文报纸 也是中国以外最大的中文报纸之一，发行量为35万份，在邻近的法拉盛唐人街也有办事处。香港李锦记国际控股有限公司的纽约办事处也位于白石。
2010年12月20日，紐約市市長麥克·彭博為紀念2001年九一一襲擊事件中於世界貿易中心北塔罹難的白石地區華裔居民黃恩怡（Jennifer Yen Wong），簽署了紐約市議會立法法案，將白石地區的第25大道命名為黃恩怡路（Jennifer Y. Wong Way）。街牌於2011年8月13日正式由紐約市議員豪樂阮揭幕，位於第25大道及烏托邦公園大道交會口。